# 李元軌
李 元軌（り げんき、生年不詳 - 垂拱4年12月1日（688年12月28日））は、中国の唐の高祖李淵の十四男。霍王に立てられた。鄭国公魏徴の娘を妻に迎えた。李緒・李純・李綽・李綱・李絢・李繹の父。

## 経歴
李淵と張美人のあいだの子として生まれた。多方面の才能があり、李淵に愛された。武徳6年（623年）、蜀王に封じられた。武徳8年（625年）、呉王に徙封された。
貞観7年（633年）、寿州刺史に任じられ、実封六百戸を受けた。貞観9年（635年）、李淵が亡くなると、官職を辞して喪に服し、忌日にいたるまで食を断って、過剰なまでの礼を示した。貞観10年（636年）、霍王に改封され、絳州刺史に任じられた。まもなく徐州刺史に転じた。元軌は刺史に任じられても、邸を閉ざして読書し、事務は長史や司馬に任せっきりであった。元軌は態度を慎んで妄動せず、他人に与える物を惜しまなかった。処士の劉玄平をしばしば引見して、あたかも庶民同士の間柄のように交際した。
貞観23年（649年）、実封は千戸まで加増され、定州刺史に任じられた。突厥が定州を攻撃したが、元軌は城門を開き、旗や幟をかかげさせた。突厥は疑って、あえて入城しようとせず、夜間に遁走した。ときに定州の李嘉運が敵と結託していたことが発覚し、高宗はその一党を処刑するように命じた。元軌は人心安定のために、李嘉運を殺したのみで、その他の人々に罪を及ぼさなかった。高宗は「朕は命令を出したことを悔いていたところだ。霍王の明察がなければ、定州を失っていただろう」と喜んだ。元軌の部下に王文操という者がいて、敵と戦って敗れ、その二子の王鳳と王賢が父をかばって戦死した。元軌がそのことを知ると、使者を派遣して弔わせ、高宗にそのことを報告した。王鳳と王賢には朝散大夫の位が追贈された。
元軌が朝廷に出ると、しばしば上疏して政治の得失を述べ、裨益するところが多かったので、高宗は元軌を尊重して、大事があるたびに相談した。高宗が世を去ると、元軌は侍中の劉斉賢とともに陵墓の事務をつかさどった。元軌は故事をよく知っていたので、劉斉賢に「これはわれらの及ぶところではない」と嘆息させた。元軌は国令を派遣して封国の租税を徴収させていたが、国令が諸国の交易に税をかけることを請願したところ、「お前は私の間違いを正すべき立場なのに、かえって私を利に誘おうというのか？」と答えて許さなかった。
垂拱元年（685年）、司徒の位を加えられ、間もなく襄州刺史として出向し、さらに青州刺史に転じた。垂拱4年（688年）、越王李貞が敗れると、元軌はその謀反に連座して、黔州に流されることとなった。檻車に載せられて陳倉にいたったとき、亡くなった。
長男の李緒は江都郡王に封じられ、金州刺史をつとめたが、法を犯して処刑された。次男の李純は安定郡王に封じられた。三男の李綽は胙国公に封じられた。四男の李綱は南陽公に封じられた。五男の李絢は南昌郡公に封じられた。末子の李繹は山陽郡公に封じられた。

## 伝記資料
- 『旧唐書』巻64 列伝第14「霍王元軌伝」
- 『新唐書』巻79 列伝第4「霍王元軌伝」